# DIWISA AG

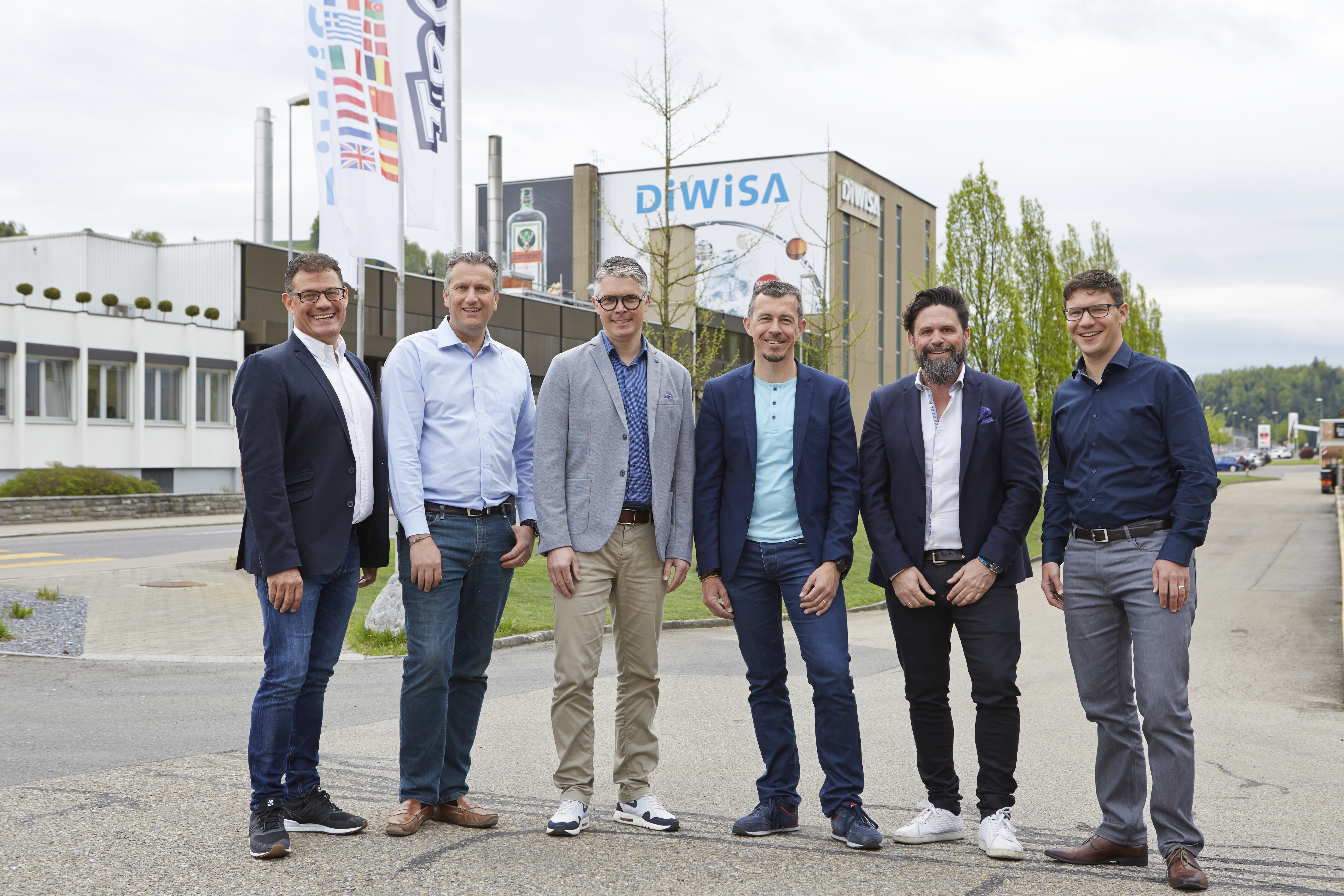
Diwisa AG Geschäftsleitung

Die DIWISA AG (ehemals DIWISA Distillerie Willisau SA) ist ein international tätiger Schweizer Spirituosen- und Erfrischungsgetränkehersteller mit Sitz im luzernischen Willisau.
DIWISA vertreibt auch fremd-produzierte Spirituosen, Schaumweine, Hard Seltzer und Erfrischungsgetränke für die Gastronomie und den Detailhandel in der Schweiz.
Das Unternehmen ist in insgesamt 15 Ländern aktiv und erwirtschaftete 2019 mit rund 100 Beschäftigten einen Umsatz von 100 Millionen Schweizer Franken.

## Geschichte
Die Distillerie Willisau wurde 1918 von Hans Affentranger zur Herstellung und dem Handel von Spirituosen, Likör und Sirup gegründet. Nach zehn Jahren wird der Betrieb erweitert. Auf dem von der Korporation Willisau zugekauften Land entstand ein Neubau mit Wohnhaus, Keller, Brennerei und weiteren Räumlichkeiten. 1946 wurde die bisherige Einzelfirma in eine Aktiengesellschaft umgewandelt. Sie hiess nun Distillerie Willisau, Aktiengesellschaft Hans Affentranger. Ein Jahr später übernahm Hans Affentranger jun. die Geschäftsleitung.
1965 verunfallte Hans Affentranger jun. tödlich. Kurz darauf trat der Bruder seiner Witwe Heidy Affentranger, Rolf Studer, in die Geschäftsleitung ein. Andreas Affentranger, Sohn von Hans Affentranger jun., übernahm anschliessend die Geschäftsleitung.
2004 wurde René Gut Vorstandsvorsitzender der DIWISA Distillerie Willisau AG. Adrian Affentranger (nicht mit Andreas Affentranger verwandt) übernahm im Zuge der Nachfolgeplanung im Rahmen eines Management-Buy-out die Aktienmehrheit und die Geschäftsleitung. Andreas Affentranger unterstützte das Unternehmen weiterhin als Verwaltungsratspräsident.
Per Mai 2018 zog sich Andreas Affentranger als Verwaltungsratspräsident zurück. Er übertrug seine restlichen Stimmrechtsaktien mit einem Stimmrechtsanteil von 52 Prozent an Adrian Affentranger und René Gloggner. Adrian Affentranger übernahm als Hauptaktionär das Amt des Verwaltungsratspräsidenten und René Gloggner trat neu in den Verwaltungsrat ein. René Gloggner war bereits seit zehn Jahren als Mitglied der Geschäftsleitung für die strategische und operative Führung des Traditionsbetriebes mitverantwortlich.
Per 1. Mai 2023 änderte die Unternehmung ihren Namen von Diwisa Distillerie Willisau SA in Diwisa AG.

## Produkte
Die bekanntesten Produkte sind der Wodka Trojka sowie das Energiegetränk Trojka Energy. Des Weiteren stellt das Unternehmen unter anderem folgende Produkte her:
- Distillerie Willisau Fruchtspirituosen
- Xellent Wodka und Xellent Gin
- Marito verde
- Goldwaescher Whisky
- Landtwing Fruchtbrände
- Karibso White Peach Likör

Das Unternehmen ist zusätzlich Generalimporteur diverser Marken für den Schweizer Markt. Beispielsweise:

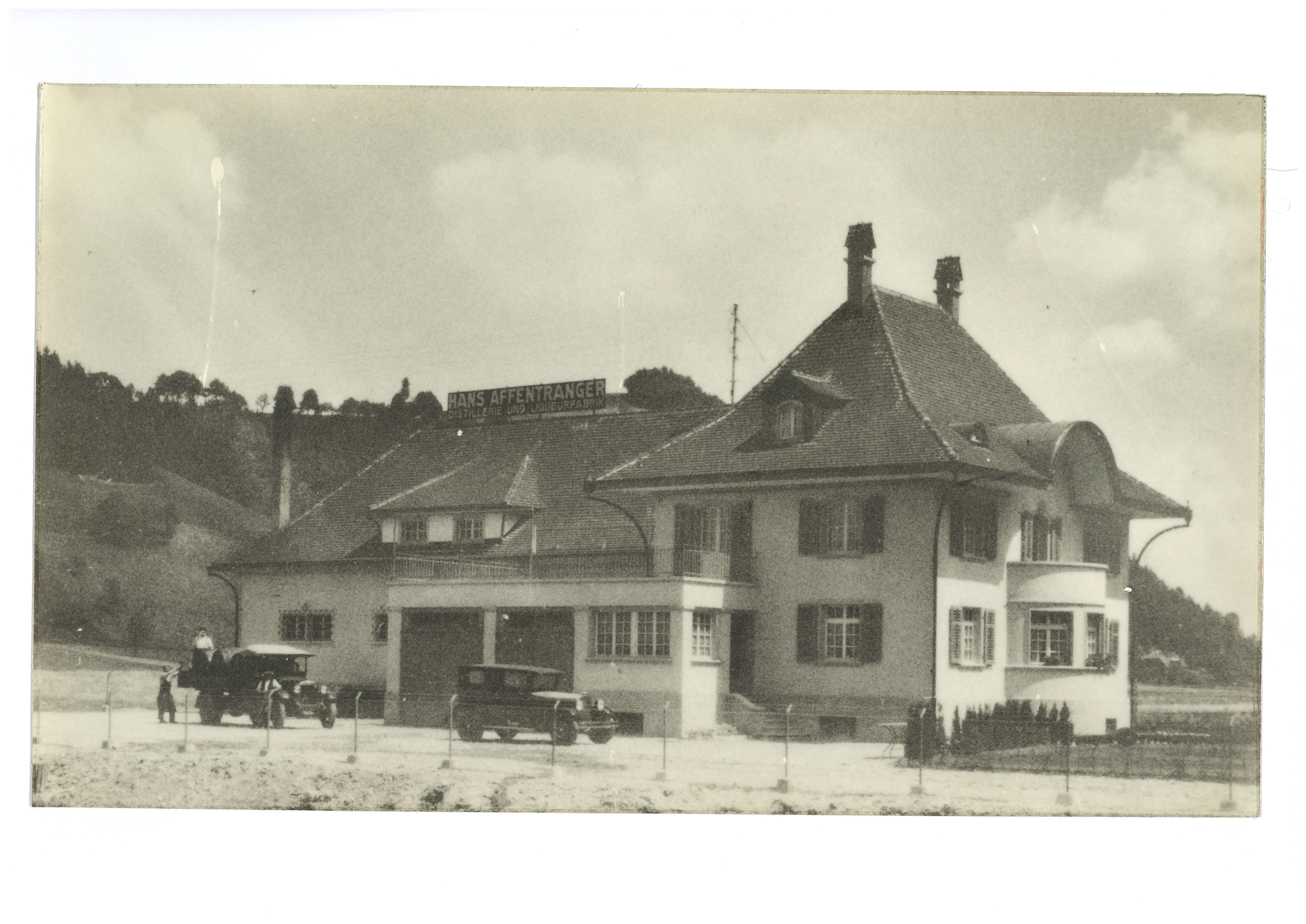
Diwisa AG im Jahr 1928

- Jägermeister
- Sierra Tequila
- Russian Standard (Wodka)
- White Claw
- fritz-kola
- Stroh Rum
- Arizona